# Ummidia pustulosa
Ummidia pustulosa är en spindelart som först beskrevs av Becker 1879.  Ummidia pustulosa ingår i släktet Ummidia och familjen Ctenizidae. Inga underarter finns listade i Catalogue of Life.